# Chersăcosu
Chersăcosu – wieś w Rumunii, w okręgu Vaslui, w gminie Stănilești. W 2011 roku liczyła 526 mieszkańców.